# Молосковицы (посёлок, Каложицкое сельское поселение)
Моло́сковицы — упразднённый посёлок на территории Большеврудского сельского поселения Волосовского района Ленинградской области.

## История
В 1917 году посёлок Молосковицы входил в состав Врудской волости Ямбургского уезда.
С 1917 по 1927 год посёлок входил в состав Молосковицкого сельсовета Молосковицкой волости Кингисеппского уезда.
Согласно данным переписи населения СССР 1926 года в посёлке Молосковицы проживали 20 человек, финны, эстонцы и латыши.
С 1927 года в составе Молосковицкого района Ленинградского округа.

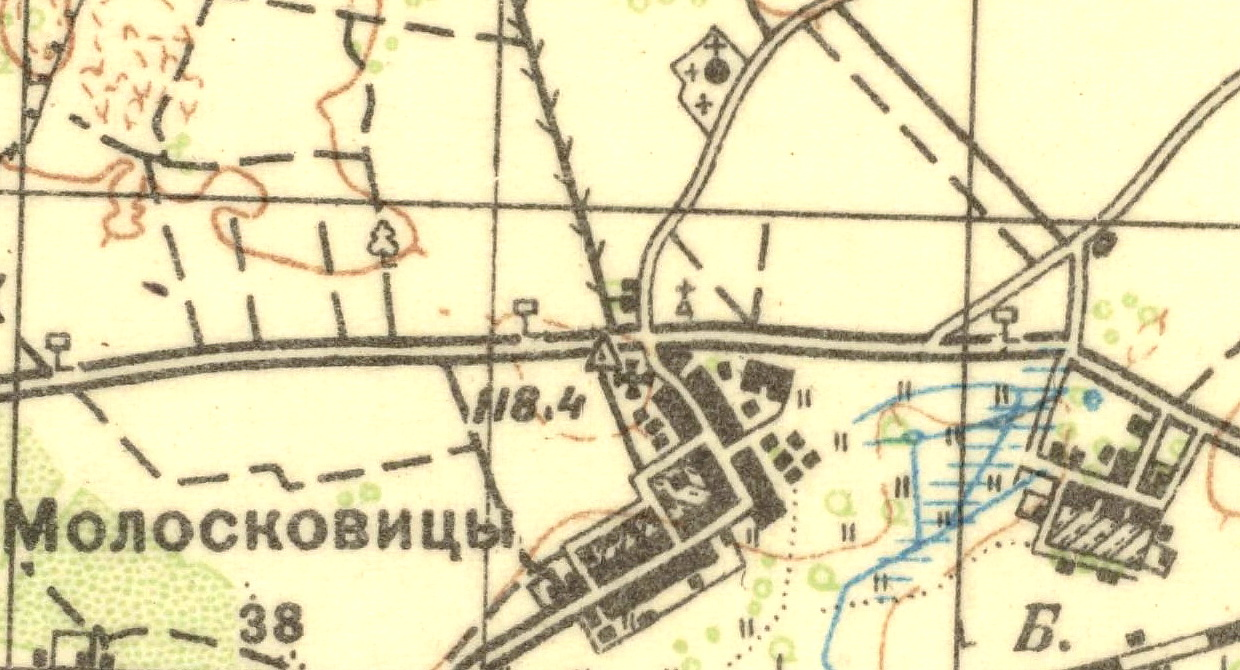
Деревня и посёлок Молосковицы. 1930 год

С 1931 года в составе Молосковицкого сельсовета Волосовского района.
По данным 1933 года посёлок Молосковицы входил в состав Молосковицкого сельсовета Волосовского района с административным центром в селе Молосковицы.
Посёлок был освобождён от немецко-фашистских оккупантов 30 января 1944 года.
С 1963 года в составе Кингисеппского района.
С 1965 года вновь в составе Волосовского района.
По данным 1966 года посёлок назывался Молосковицы посёлок отделение совхоза и также находился в составе Молосковицкого сельсовета.
По административным данным 1973 и 1990 годов посёлок Молосковицы входил в состав Каложицкого сельсовета.
В 1997 году в посёлке Молосковицы Каложицкой волости проживали 18 человек, в 2002 году — 44 человека (русские — 68 %). В 2007 году в посёлке Молосковицы Каложицкого СП — 41.
В мае 2019 года посёлок вошёл в состав Большеврудского сельского поселения.
В апреле 2020 года посёлок Молосковицы был объединён с деревней Молосковицы с сохранением названия Молосковицы.

## География
Посёлок расположен в западной части района на автодороге 41А-002 (Гатчина — Ополье).
Расстояние до посёлка Каложицы — 6 км.
Расстояние до ближайшей железнодорожной станции Молосковицы — 5 км.

## Демография
| 2002 | 2007 | 2010 | 2017 |
| ---- | ---- | ---- | ---- |
| 44   | ↘41  | ↗53  | ↘41  |